# Wiktoria Wojewódzka
Wiktoria Wojewódzka (ur. 22 grudnia 1997) – polska lekkoatletka, specjalistka skoku o tyczce.

## Osiągnięcia
Wystąpiła w skoku o tyczce na młodzieżowych mistrzostwach Europy w 2017 w Bydgoszczy, ale odpadła w kwalifikacjach nie zaliczywszy żadnej wysokości.
Zdobyła złoty medal mistrzostw Polski w 2020. Była również młodzieżową mistrzynią Polski w 2017 i 2018

## Rekordy życiowe
- skok o tyczce – 4,20 m (11 lipca 2020, Leverkusen i 29 sierpnia 2020, Włocławek)[1]